# Compound Document Formats
Compound Document Formats (CDF) war eine Gruppe von angehenden W3C-Standards und einer gleichnamigen Arbeitsgruppe. Die Entwicklung wurde am 19. August 2010 eingestellt.
Verbunddokument oder Compound Document bezeichnet dabei ein aus mehreren Objekten zusammengesetztes Dokument. Die Arbeitsgruppe sollte die Kombination und Integration von W3C-Standards untereinander erarbeiten. Betrachtet wurden die Standards XHTML, XML Events, CSS, SVG, SMIL und XForms. Die Standards sollten entweder über eine Referenz oder über Inklusion gemeinsam verwendet werden.
Kern-CDF-Standards sind der Standard zum Web Integration Compound Document (WICD) und das Compound Document by Reference Framework (CDR).